# Международно развитие
Международно развитие или още международно сътрудничество, също и като глобално развитие е концепция, за която няма една общоприета дефиниция, но се употребява най-много в холистичен контекст и в контекста на множество дисциплини за човешкото развитие – развитието на по-добро качество на живот за хората (тоест здравеопазане, например). По тази причина обхваща чуждестранната помощ, насоки, здравеопазване, образование, равенство между половете, наличие на подготовка за природни бедствия, инфраструктура, икономика, човешки права, околна среда и други въпроси свързани с изброените .